# Torchio calcografico
Il torchio calcografico è uno strumento per la stampa calcografica. 
Viene descritto ed illustrato nell'Encyclopédie di Diderot e d'Alembert, e la struttura e le modalità di impiego sono ancora le medesime.

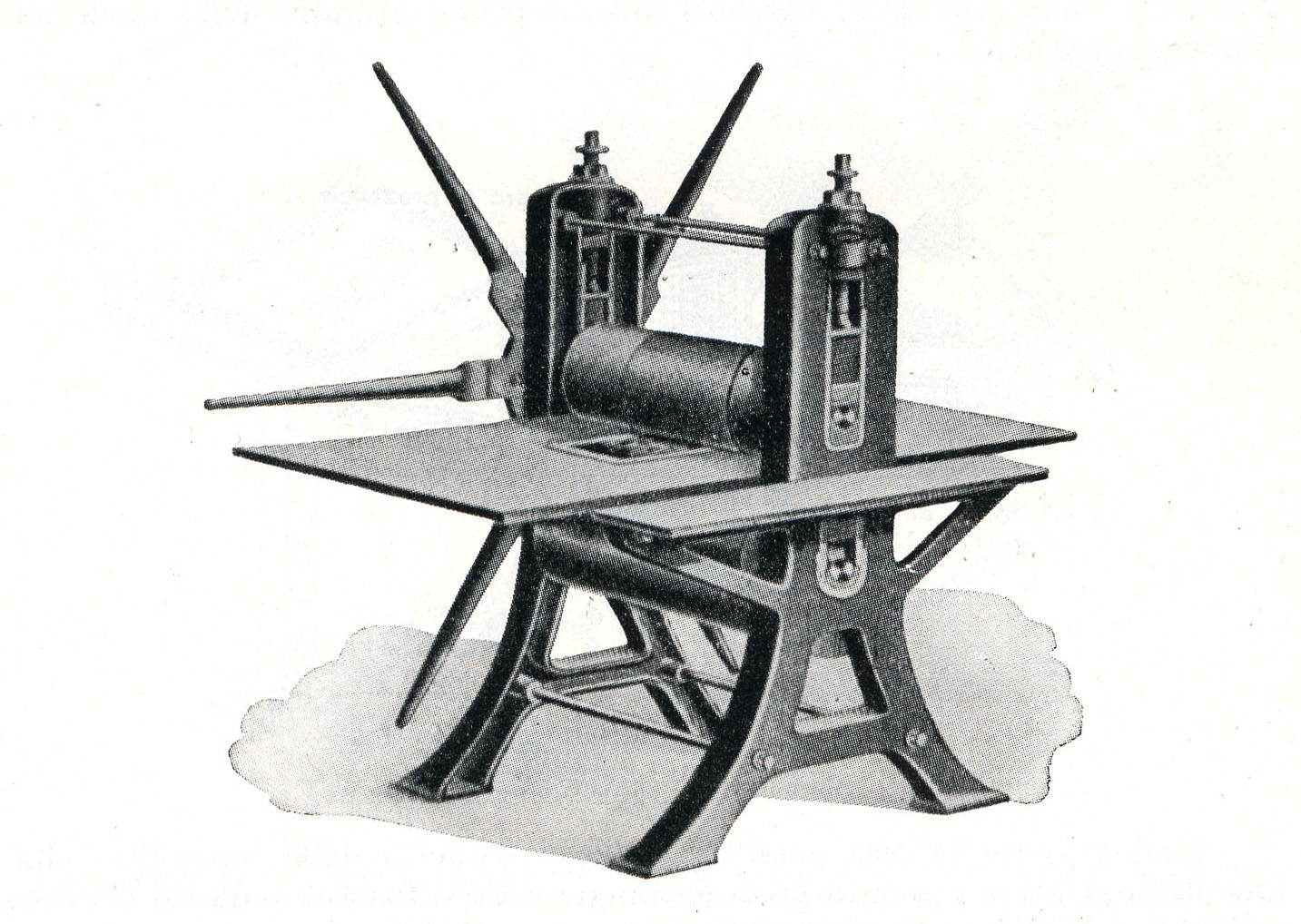
Torchio calcografico a stella

Una struttura robusta supporta due rulli, uno dei quali nei torchi tradizionali viene mosso da una ruota a stella, mentre l'altro serve a dare la pressione. Tra i due, è inserita una lastra piana, trascinata dalla rotazione del rullo, sulla quale è stata appoggiata la lastra incisa inchiostrata, la carta inumidita, e del feltro  per distribuire la pressione.
Il foglio stampato, a seconda del metodo utilizzato nella stampa e/o per la creazione della lastra inchiostrata, può essere una stampa, un'acquaforte o acquatinta o bulino o incisione.
Il torchio calcografico, inoltre, può essere utilizzato per molte altre tecniche grafiche, come la linoleografia o la gumprint: in altre parole, qualsiasi linguaggio grafico che preveda l'utilizzo di una matrice e di un medium, sul quale l'immagine che essa contiene possa essere trasferita per mezzo della pressione.
Una buona stampa richiede una forte pressione specifica, e pertanto nel passato si sono utilizzati torchi calcografici con gigantesche strutture di legno, mentre attualmente si possono utilizzare anche torchi considerevolmente più piccoli, per mezzo dell'impiego di dispositivi scorrevoli sui fianchi del torchio con cuscinetti a sfere o a botte orientabili che sostengono il rullo superiore, reso elastico per l'impiego nel dispositivo di un pacchetto di molle a tazza che vengono regolate da viti con profilo particolare., Questo avviene per la cronaca dal 20 maggio del 1976 data del deposito del brevetto.
Sono facilmente regolabili e permettono risultati ottimi, mentre la regolazione mediante spessori (taccheggio) nei torchi tradizionali poteva rivelarsi un'impresa complessa. La stampa può avere innumerevoli dimensioni.

## Galleria d'immagini

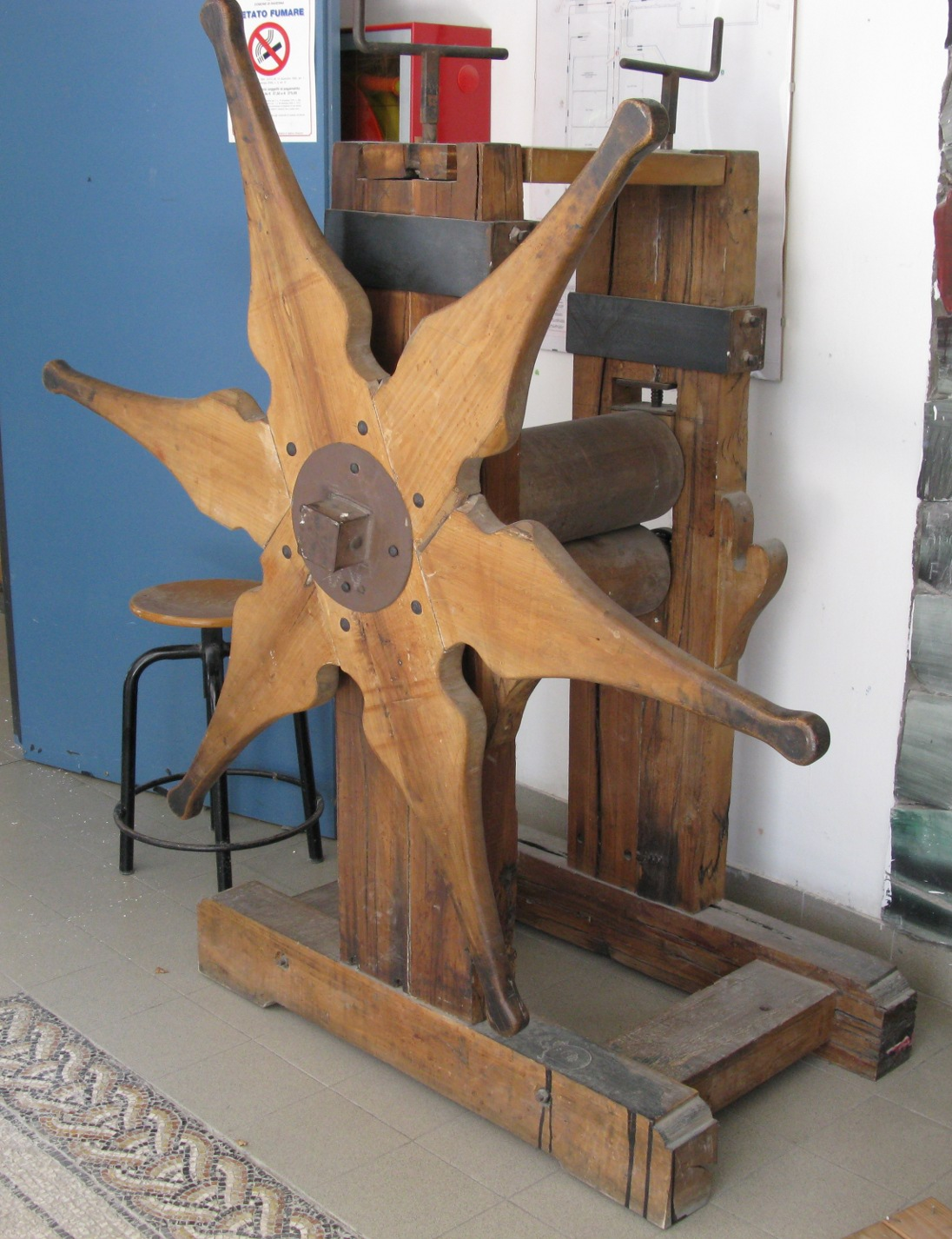
Torchio calcografico in legno.
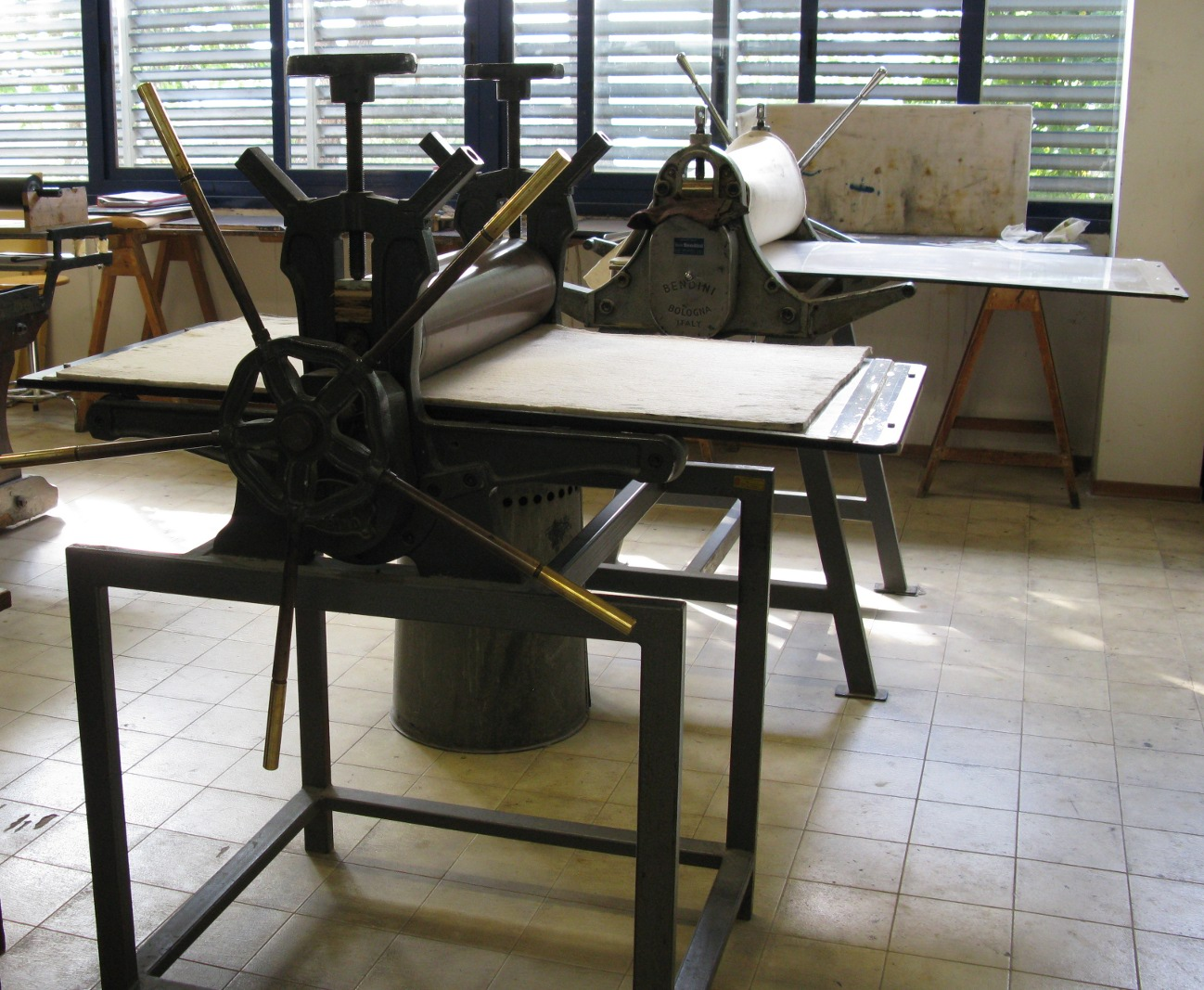
Torchi calcografici.